# Folyami hadihajó
A folyami hadihajók kis merülésű, folyami harcra alkalmazott hadihajók. Felosztásuk: folyami monitor, páncélos naszád, ágyúnaszád, őrnaszád, aknatelepítő, aknamentesítő naszád, deszanthajók, valamint segédszolgálatot ellátó és különleges folyami hadihajók (vontató- tolóhajók, tűzoltóhajók, műhelyhajók stb.).

## Folyami ágyúnaszád
Kis legfeljebb néhány száz tonna vízkiszorítású, kis merülésű, könnyűtüzérséggel és géppuskákkal felszerelt folyami hadihajó.

## Folyami monitor
A tengeri monitornál kisebb, kis merülésű hajó. Páncélzattal, valamint a könnyűtüzérségen kívül rendszerint közepes űrméretű ágyúkkal is felszerelik. A legnagyobb folyami hadihajó. Egyes folyami monitorok vízkiszorítása 1000 tonna körüli. Az első és második világháborúban, a dunai harcokban, továbbá 1945-ben az Amur menti harctevékenységekben fontos szerepet játszottak.

## Motorcsónak
Általában 20 tonnás vízkiszorításig, nagy sebességű motoros csónak. Vízrendészeti és katonai célokra különleges változatait használják ill., használták.
- Páncélozott motorcsónak.  Könnyű, néhány mm-es páncélzattal ellátott, 1-2 géppuskával, vagy/és könnyű ágyúval felszerelt motorcsónak. Magyarországon PM jelzéssel gyártottak ilyen motorcsónakokat.
- Aknász motorcsónak. Folyami aknák telepítésére és felszedésére kialakított kisméretű folyami jármű. Fegyverzete 1-2 db géppuska néhány db akna. Magyarországon AM jelzéssel gyártottak ilyen motorcsónakokat.
- Páncélozott aknász motorcsónak. Páncélozással, néhány géppuskával és aknával ellátott különleges motorcsónak. Magyarországon PAM jelzéssel gyártottak ilyen motorcsónakokat.
- Rohamcsónak (Rocsó).

## Páncélos naszád
A páncélozott motorcsónaknál nagyobb, sekélymerülésű, könnyű páncélzatú 1-2 db légvédelmi gépágyúval, géppuskával és aknavetővel van felfegyverezve. Vízkiszorítása 80 tonna körüli.